# 张德妃 (明世宗)
榮昭德妃，亦稱為張德妃（16世纪？—1574年），錦衣衛帶俸都指揮使張剛之女，明朝明世宗朱厚熜之妃，生皇五女嘉善公主朱素嫃。

## 生平
張氏的入宮時間與年齡均無考。嘉靖二十年（1521年）二月二十七日，冊封「有娠將就室」的張氏為德妃，嘉靖帝先諭禮部尚書嚴嵩，命翊國公郭勳祭告內殿，成國公朱希忠為正使，大學士翟鑾為副使，於奉天殿捧冊行禮。三月初五日，張德妃之父張剛由錦衣衛帶俸指揮同知晉升為帶俸指揮僉事。同年七月十日，張德妃生皇五女嘉善公主朱素嫃，嘉靖帝遣京山侯崔元告景神殿。嘉靖二十五年五月十六日，錦衣衛帶俸都指揮使張剛卒，賜祭葬如例。嘉靖二十六年四月初八日，給張德妃之父喪費銀百兩。萬曆二年（1574年）三月初六日，張德妃薨逝，明神宗為其輟朝二日，同年五月初六日，「以世廟德妃張氏發引免朝」。張德妃謚號榮昭。萬曆八年十二月初六日，楊宜妃薨逝，其喪祭事宜俱依照「世廟榮昭德妃張氏」之例辦理。目前已知張德妃信仰佛教和道教，曾在嘉靖二十二年與五公主一起捨資委託工匠彩繪三十三軸聖像，供奉香花燈燭，並且刊刻《藥師本願功德寶卷》等。《藥師本願功德寶卷》卷末註記：「大明德妃張氏同五公主謹發誠心，真捨資財，命工彩畫佛總靈山會、西方境、斗母等聖像十四軸；道總三皇聖祖、南北斗等聖像十九軸，共三十三軸。香花燈燭，永遠供養拜諧。刊刻《藥師寶卷》板一副，印施流通宣誦，消災延生；印造《王靈官經》一百卷、《土地經》一百卷，諷誦功德口口善利，永保金枝盛茂。惟願九重殿上，常霑雨露洪恩，侍覩龍顏，四序常臻，吉慶四恩。總報三界，均資法界有情，同登彼岸。大明嘉靖二十二年是二月二十五日施」。
此外，張德妃或與嘉靖四十年西苑萬壽宮大火有關。《管窺小識》稱宮內有位太監名為冀櫂，原本是廣東苗族人，後被沒入掖庭，因聰明機靈、善於揣摩皇帝的心意而得到嘉靖帝的寵信，嘉靖四十年十一月某天晚上，萬壽宮被大火燒毀，火其實是從「張貴妃」的居所燒起來的，「張貴妃」為了逃避責任，就把罪責推到冀櫂身上，令嘉靖帝大怒，將冀櫂貶謫到南方去做淨軍。這位張貴妃有可能是張德妃或嘉靖二十一年冊封的張淑妃。明朝文學家沈德符撰《萬曆野獲編》則有另外一個說法，稱嘉靖四十年十一月萬壽宮發生大火，所有的乘輿、服飾及先朝珍寶盡數焚燬，傳言火災是嘉靖帝飲酒之後，與新幸宮姬尚美人在貂帳中玩小煙火時不慎引起的。然而，以上兩個說法均沒有確實證據。